# Mistrzostwa Europy we Wspinaczce Sportowej 2010

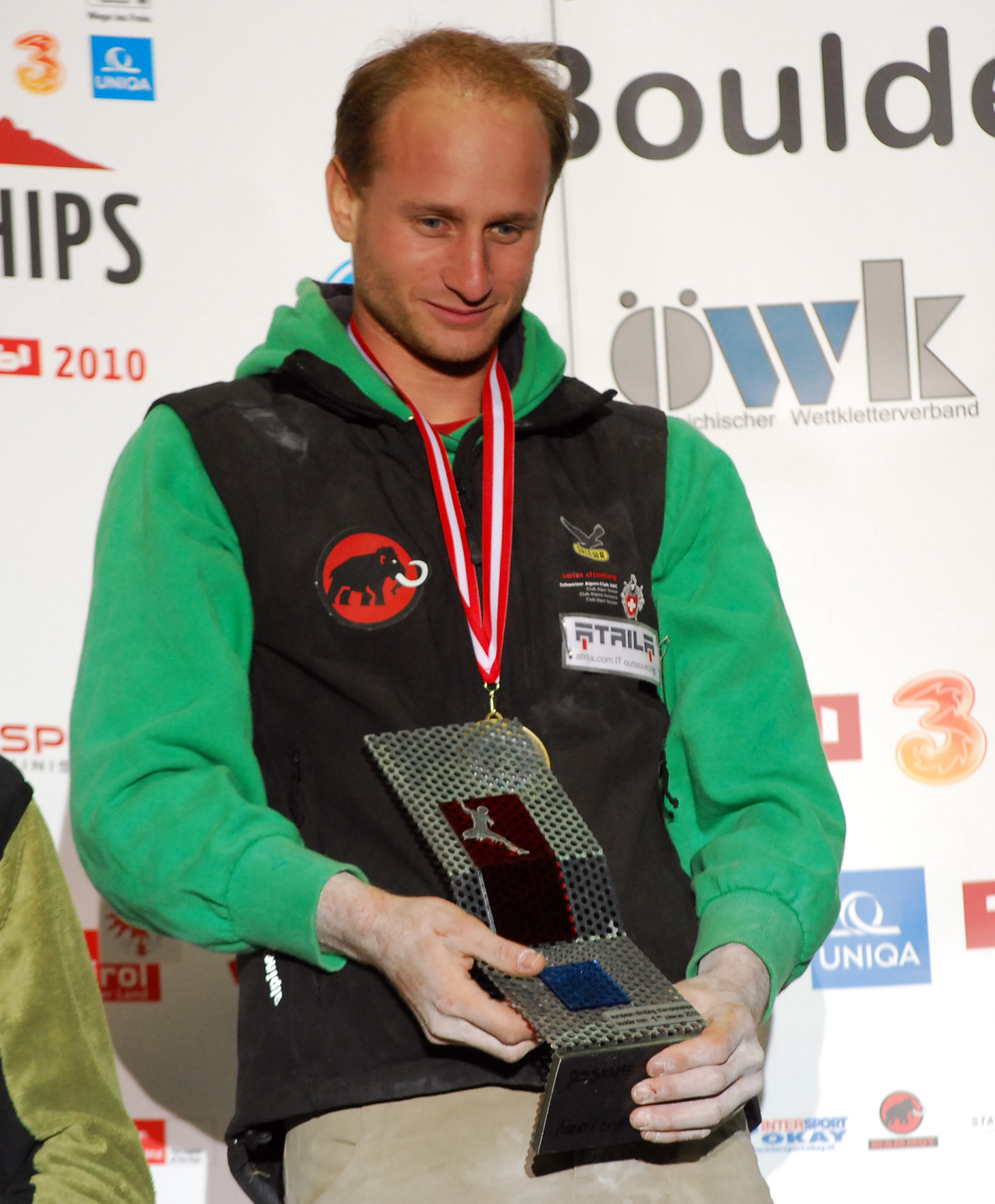
Cédric Lachat (SUI) – Mistrzostw Europy 2018 w boulderingu.

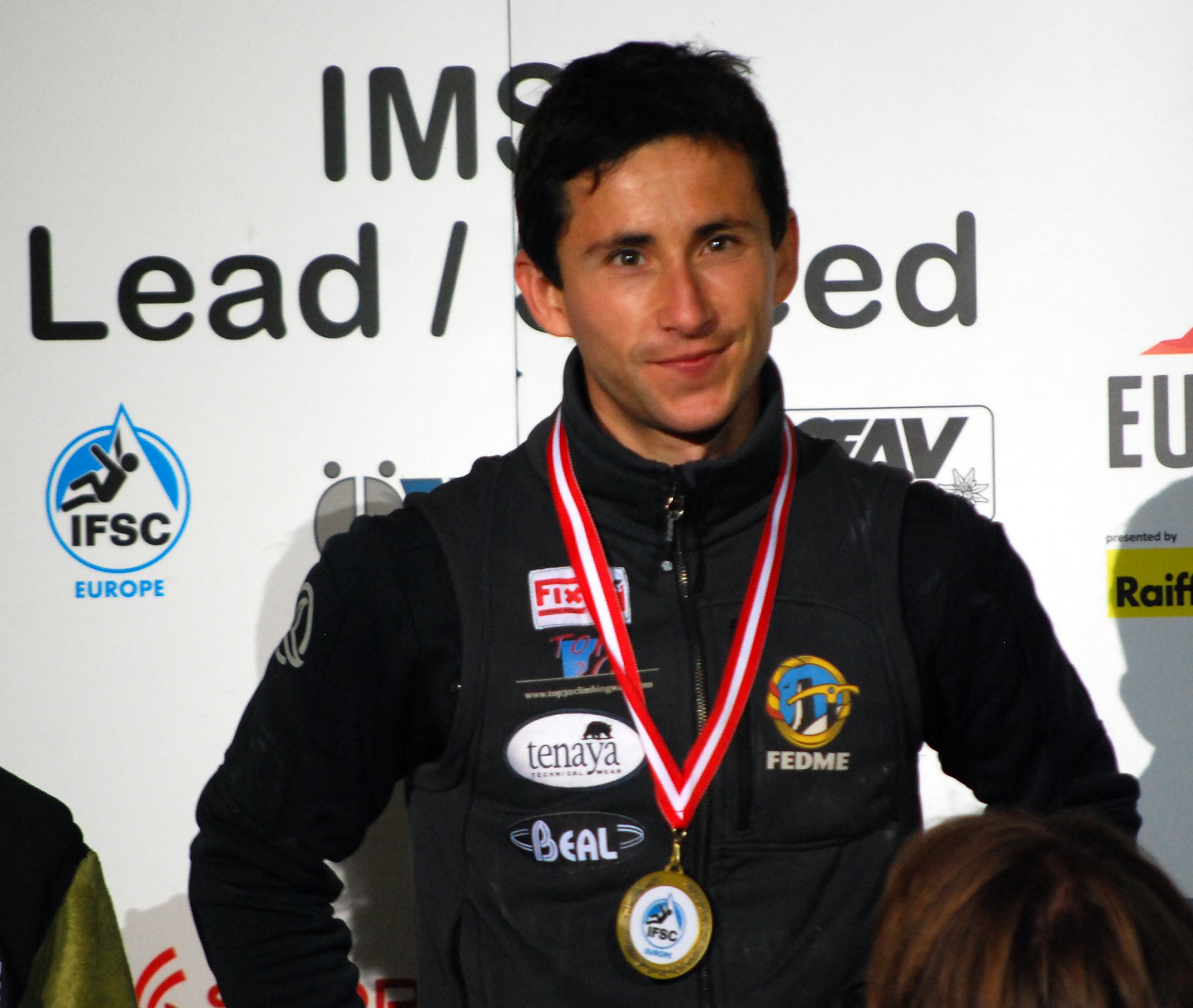
Ramón Julián Puigblanqué (ESP) – Mistrzostw Europy 2018 w prowadzeniu.

Mistrzostwa Europy we wspinaczce sportowej 2010 – 9. edycja mistrzostw Europy we wspinaczce sportowej, która odbyła się od 14 do 18 września 2010 roku w austriackich miastach Imst i Innsbruck. Konkurencję na czas kobiet wygrała Polka Edyta Ropek zdobywając ponownie mistrzostwo Europy (obroniła złoty medal z ME 2008 z Paryża).
Podczas zawodów wspinaczkowych zawodnicy i zawodniczki rywalizowali w 6 konkurencjach.

## Harmonogram
Legenda
| E | Eliminacje |  | Finał (ilość) |

| Wrzesień 2010       | 13 | 14 | 15 | 16 | 17 | 18 | 19 |
| ------------------- | -- | -- | -- | -- | -- | -- | -- |
| Wspinaczka sportowa |    |    | 2  |    | 2  | 2  |    |

## Uczestnicy
Zawodnicy i zawodniczki podczas zawodów wspinaczkowych w 2010 roku rywalizowali w 6 konkurencjach. Łącznie do mistrzostw Europy zgłoszonych zostało 272 wspinaczy (każdy zawodnik miał prawo startować w każdej konkurencji o ile do niej został zgłoszony i zaakceptowany przez IFCS i organizatora zawodów). 
| Lp.   |           | ↓ Uczestnicy – konkurencje → |     | bouldering | prowadzenie | na czas |
| ----- | --------- | ---------------------------- | --- | ---------- | ----------- | ------- |
| 1.    | Mężczyźni | 63                           | 59  | 44         |             |         |
| 2.    | Kobiety   | 39                           | 44  | 23         |             |         |
| Razem | Razem     | Razem                        | 102 | 103        | 67          |         |

### Reprezentacja Polski
- Kobiety:
  - we wspinaczce na czas; Edyta Ropek zajęła 1 m., Klaudia Buczek 7m., a Monika Prokopiuk była 14,
  - w boulderingu; Agata Modrzejewska zajęła 27 m., a w prowadzeniu była 37.
- Mężczyźni:
  - we wspinaczce na czas; Łukasz Świrk zajął 7 m., Tomasz Oleksy 19 m., a Jakub Pociecha był 22.

## Medaliści
| Konkurencja          | Złoto                                | Srebro                       | Brąz                        |
| -------------------- | ------------------------------------ | ---------------------------- | --------------------------- |
| Mężczyźni            |                                      |                              |                             |
| bouldering (18.09)   | Szwajcaria · Cédric Lachat           | Czechy · Adam Ondra          | Austria · Kilian Fischhuber |
| prowadzenie (17.09)  | Hiszpania · Ramón Julián Puigblanqué | Czechy · Adam Ondra          | Austria · Jakob Schubert    |
| wsp. na czas (15.09) | Rosja · Siergiej Abdrachmanow        | Rosja · Stanisław Kokorin    | Czechy · Libor Hroza        |
| Kobiety              |                                      |                              |                             |
| bouldering (18.09)   | Austria · Anna Stöhr                 | Niemcy · Juliane Wurm        | Ukraina · Olha Szałahina    |
| prowadzenie (17.09)  | Austria · Angela Eiter               | Austria · Johanna Ernst      | Francja · Alizée Dufraisse  |
| wsp. na czas (15.09) | Polska · Edyta Ropek                 | Rosja · Ksienija Aleksiejewa | Rosja · Natalja Titowa      |

## Klasyfikacja medalowa
* Organizator zawodów został zaznaczony tym kolorem, Polskę  oznaczono tekstem pogrubionym.
|                   |                   |                   |   |   |   |    |   |   |   |   |   |   |
| 1                 | Austria           | 2                 | 1 | 2 | 5 | 0  | 0 | 2 | 2 | 1 | 0 |   |
| 2                 | Rosja             | 1                 | 2 | 1 | 4 | 1  | 1 | 0 | 0 | 1 | 1 |   |
| 3                 | Hiszpania         | 1                 | 0 | 0 | 1 | 1  | 0 | 0 | 0 | 0 | 0 |   |
| 3                 | Polska            | 1                 | 0 | 0 | 1 | 0  | 0 | 0 | 1 | 0 | 0 |   |
| 3                 | Szwajcaria        | 1                 | 0 | 0 | 1 | 1  | 0 | 0 | 0 | 0 | 0 |   |
| 6                 | Czechy            | 0                 | 2 | 1 | 3 | 0  | 2 | 1 | 0 | 0 | 0 |   |
| 7                 | Niemcy            | 0                 | 1 | 0 | 1 | 0  | 0 | 0 | 0 | 1 | 0 |   |
| 8                 | Francja           | 0                 | 0 | 1 | 1 | 0  | 0 | 0 | 0 | 0 | 1 |   |
| 8                 | Ukraina           | 0                 | 0 | 1 | 1 | 0  | 0 | 0 | 0 | 0 | 1 |   |
| Ogółem (9 państw) | Ogółem (9 państw) | Ogółem (9 państw) | 6 | 6 | 6 | 18 | 3 | 3 | 3 | 3 | 3 | 3 |

Źródło: